# ده گپ محمودی
ده گپ محمودی روستایی از توابع بخش دشمن‌زیاری شهرستان ممسنی در استان فارس است.که یکی از طوایف لر استان فارس در اون ساکن است و گروهی دیگر از آنها در کهگیلویه و بویراحمد و کازرون مشغول زندگی هستند

## جمعیت
این روستا در دهستان دشمن‌زیاری قرار دارد و براساس سرشماری مرکز آمار ایران در سال ۱۳۸۵، جمعیت آن ۶۰۹ نفر ( ۱۶۷خانوار) بوده‌است.البته الان بیشتره شده است xd